# سایدلینگ سنت نیکولاس
سایدلینگ سنت نیکولاس (به انگلیسی: Sydling St Nicholas) یک روستا و محله مدنی در بریتانیا است که در West Dorset واقع شده‌است. سایدلینگ سنت نیکولاس ۴۱۴ نفر جمعیت دارد.